# Bilderbergconferentie 2007

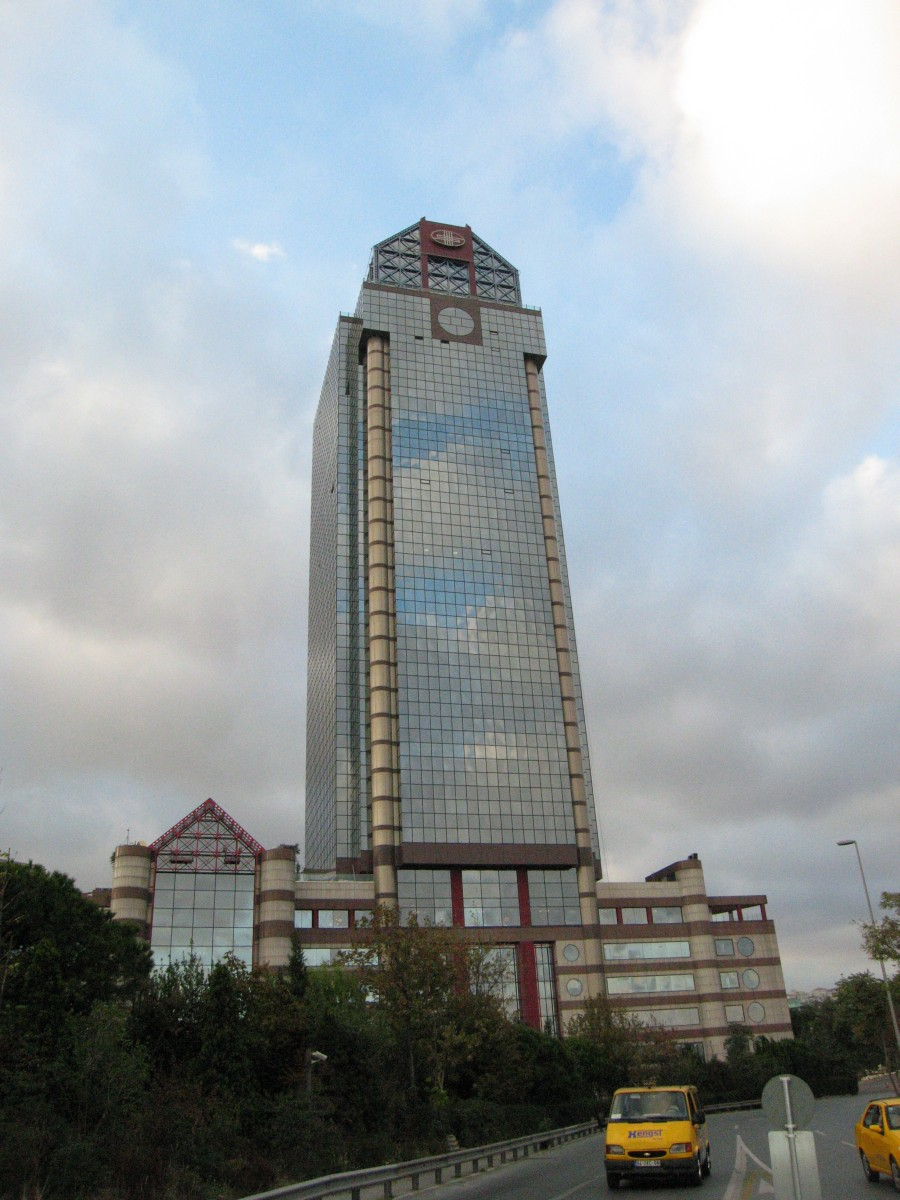
Het Ritz Carlton Hotel in Istanboel

De Bilderbergconferentie van 2007 werd gehouden van 31 mei t/m 3 juni 2007 in het Ritz Carlton Hotel in Istanboel, Turkije. Vermeld zijn de officiële agenda indien bekend, alsmede namen van deelnemers indien bekend. Achter de naam van de opgenomen deelnemers staat de hoofdfunctie die ze op het moment van uitnodiging uitoefenden.

## Deelnemers
- Verenigde Staten - Graham Allison, hoogleraar bestuurskunde John F. Kennedy of School of Government, Harvard University
- Griekenland - George Alogoskoufis, minister van economie en financiën
- Turkije - Ali Babacan, minister van Economische Zaken
- Portugal - Francisco Pinto Balsemao, voorzitter en CEO, IMPRESA, S.G.P.S.; voormalig premier
- Frankrijk - Michel Barnier, Michel Vice President Merieux Alliance, voormalig minister van Buitenlandse Zaken
- Verenigde Staten - Michael Barone, Senior Writer, US News & World Report
- Oostenrijk - Martin Bartenstein, federaal minister van economie en werkgelegenheid
- Frankrijk - Nicolas Baverez, Partner, Gibson, Dunn & Crutcher LLP
- Nederland - Beatrix, koningin van Nederland
- Portugal - Leonor Belcza, president Champalimaud Foundation
- Italië - Franco Bernabe, vicevoorzitter, Rothschild Europe
- Verenigde Staten - Rosina Bierbaum, hoogleraar en deken van de School of Natural Resources and Enviroment, University of Michigan
- Zweden - Carl Bildt, minister van Buitenlandse Zaken
- Turkije - Mehmet Birand, columnist
- Verenigde Staten - Lloyd Blankfein, voorzitter en CEO Goldman Sachs & Co.
- Zweden - Anders Borg, minister van Financiën
- Verenigde Staten - Charles Boyd, voorzitter en CEO, Business Exeutives for National Security
- Turkije - Umit Boyner, lit van de Executive Board, Boyner Holding
- Duitsland - Vendeline von Bredow, journalist, economisch correspondent van The Economist,  rapporteur conferentie
- Verenigde Staten - Ian Bremmer, President, Eurasia Group
- Oostenrijk - Oscar Bronner, uitgever en redacteur van Der Standard
- Duitsland - Hubert Burda, uitgever  en CEO van de Hubert Burda Media Holding België en Duitsland
- Canada - Gerald Butts, Principal Secretary, bureau van de premier van Ontario
- Turkije - Cengiz Candar,  Journalist, Referans
- Frankrijk - Henri de Castries,  voorzitter Management Board en CEO van AXA
- Spanje - Juan Luis Cebrián, CEO van Grupo PRISA
- Turkije - Hikmet Cetin, voormalig minister van Buitenlandse Zaken en voormalig NATO vertegenwoordiger namens Afghanistan
- Verenigd Koninkrijk - Kenneth Clarke, parlementslid
- Verenigde Staten - Timothy Collins, senior Managing Director and CEO, Ripplewood Holdings, LLC
- België - Frans van Daele, permanent vertegenwoordiger van België in de NATO
- Griekenland - George David, voorzitter Coca-Cola H.B.C. S.A.
- België - Étienne Davignon, vicevoorzitter Suez-Tractebel België
- Verenigd Koninkrijk - Richard Dearlove, Master Pembroke College, Cambridge
- Turkije - Kemal Derviş, Administrator, UNDP
- Griekenland - Anna Diamantopoulou, parlementslid
- Verenigde Staten - Thomas Donilon, Partner, O'Melveny & Myers LLP
- Duitsland - Mathias Dopfner, voorzitter en CEO van Axel Springer AG
- Turkije - Cem Duna, voormalig ambassadeur bij de EU
- Verenigde Staten - Esther Dyson, voorzitter EDventure Holdings, Inc.
- Denemarken - Anders Eldrup, president, DONG A/S
- Italië - John Elkann, vicevoorzitter van Fiat S.p.A.
- Denemarken - Ulrik Federspiel, Permanent Secretary of State for Foreign Affairs
- Verenigde Staten - Martin Feldstein, President and CEO, National Bureau of Economic Research
- Verenigde Staten - Timothy Geithner, President and CEO, Federal Reserve Bank of New York
- Verenigde Staten - Paul Gigot, Editorial Page Editor, The Wall Street Journal
- Israël - Eival Gilady, CEO, Portland Trust, Israël
- Ierland - Dermot Gleeson, voorzitter van AIB Group
- Turkije - Emre Gonensay, hoogleraar economie, Isik Universiteit, faculteit economie en bestuurswetenschappen, voormalig minister van buitenlandse zaken
- Verenigde Staten - Marc Grossman, Vice-Chairman, The Cohen Group
- Oostenrijk - Alfred Gusenbauer, Federal Chancellor
- Verenigde Staten - Richard Haass, President, Council on Foreign Relations
- Nederland - Victor Halberstadt, hoogleraar Economie, Universiteit van Leiden, honorair algemeen secretaris conferentie
- België - Jean-Pierre Hansen, CEO van Suez-Tractebel S.A. België
- Verenigde Staten - Hart, Peter D, voorzitter van Peter D. Hart Research Associates
- Nederland - Heemskerk, Frank, Minister of Foreign Trade
- Frankrijk - Hermelin, Paul, CEO van Capgemini
- Verenigde Staten - Holbrooke, Richard C, vicevoorzitter van Perseus, LLC
- Nederland - Hommen, Jan H.M. voorzitter van Reed Elsevier
- Nederland - Hoop Scheffer, Jaap de, Secretaris-generaal van de NAVO
- Finland - Jaaskelainen, Atte, Director of News, Sports and Regional Programma of YLE
- Verenigde Staten - Jacobs, Kenneth, Deputy Chairman, Head of Lazard U.S., Lazard Freres & Co., LLC
- Verenigde Staten - Johnson, James A, Vice Chairman, Perseus, LLC
- Verenigde Staten - Jordan, Jr., Vernon E, Senior Managing Director, Lazard Freres & Co. LLC
- Finland - Katainen, Jyrki, Fins minister van Financiën
- Canada - Kenney, Jason, parlementslid
- Turkije - Kent, Muhtar, President en COO van The Coca-Cola Company
- Verenigd Koninkrijk - John Kerr of Kinlochard, lid House of Lords, Plaatsvervangend voorzitter Royal Dutch Shell
- Verenigde Staten - Kissinger, Henry A, voorzitter van Kissinger Associates
- Duitsland - Klacden, Eckart von, Foreign Policy Spokesman, CDU/CSU
- Duitsland - Kleinfeld, Klaus, President en CEO van Siemens AG
- Turkije - Koc, Mustafa V, voorzitter van Koc Holding A.S.
- Verenigde Staten - Kovner, Bruce, voorzitter van Caxton Associates, LLC
- Verenigde Staten - Kravis, Henry R, Founding Partner, Kohlberg Kravis Roberts & Co.
- Verenigde Staten - Kravis, Marie-Josee Senior Fellow, Hudson Institute, Inc.
- Noorwegen - Kreutzer, Idar CEO, Storebrand ASA
- Nederland - Kroes, Neelie, Commissaris Europese Commissie
- Spanje - Leon Gross, Bernardino, Secretary of State for Foreign Affairs
- Verenigde Staten - Luti, William J. Special Assistant to the President and Senior Director for Defense Policy and Strategy, National Security Council
- Denemarken - Lykketoft, Mogens, Member of Parliament
- Verenigde Staten - Mathews, Jessica T, President, Carnegie Endowment for International Peace
- Ierland - McDowell, Michael, Minister for Justice, Equality and Law Reform
- Verenigd Koninkrijk - Micklethwait, R. John, Editor, The Economist
- Italië - Monti, Mario, President, Universita Commerciale Luigi Bocconi
- Verenigde Staten - Mundie, Craig J, Chief Research and Strategy Officer, Microsoft Corporation
- Noorwegen - Myklebust, Egil, Chairman of the Board of Directors SAS, Norsk Hydro ASA
- Duitsland - Nass, Matthias, Deputy Editor, Die Zeit
- Oostenrijk - Nowotny, Ewald, CEO, BAWAG P.S.K.
- Frankrijk - Ockrent, Christine, Editor in chief, France Television
- Finland - Ollila, Jorma, Chairman, Royal Dutch Shell plc
- Verenigd Koninkrijk - Osborne, George, Shadow Chancellor of the Exchequer
- Frankrijk - Parisot, Laurence, President, MEDEF
- Verenigd Koninkrijk - Patten, Christopher Member, House of Lords
- Verenigde Staten - Perle, Richard N, Resident Fellow, American Enterprise Institute for Public Policy Research
- Verenigde Staten - Perry, Rick, Governeur van Texas
- Duitsland - Perthes, Volker, Director, Stiftung Wissenschaft und Politik
- België - Filip, Z.K.H. Prins
- Spanje - Rato y Figaredo, Rodrigo, Managing Director, IMF
- Duitsland - Rehn, Olli Commissioner, European Commission
- Canada - Reisman, Heather, Chair and CEO, Indigo Books & Music Inc.
- Spanje - Rodriguez Inciarte, Matias, Executive Vice Chairman, Grupo Santander, Ciudad Grupo
- Frankrijk - Roy, Olivier, Senior Researcher, CNRS
- Italië - Paolo Scaroni, CEO, Eni S.p.A.
- Verenigde Staten - Schmidt, Eric, Chairman of the Executive Committee and CEO, Google
- Oostenrijk - Scholten, Rudolf, Member of the Board of Executive Directors, Oesterreichische Kontrollbank AG
- Duitsland - Schrempp, Jurgen, E. Former Chairman of the Board of Management, DiamlerChrysler
- Zwitserland - Schwab, Klaus, Executive Chairman, World Economic Forum
- Verenigde Staten - Scully, Robert W, Co-President, Morgan Stanley
- Verenigde Staten - Sebelius, Kathleen, Governor of Kansas
- Verenigde Staten - Sheeran, Josette, Executive Director, UN World Food Programme
- Verenigde Staten - Silverberg, Kristen, Assistant Secretary of State, Bureau of International Organization Affairs
- Italië - Siniscalco, Domenico, Managing Director and Vice Chairman, Morgan Stanley
- Turkije - Soysal, Ayse, Rector, Bosphorus University
- Spanje - Spain, H.M., the Queen of
- Verenigde Staten - Summers, Lawrence H, Charles W. Eliot University Professor, Harvard University
- Ierland - Sutherland, Peter D, Chairman, BP plc and Chairman, Goldman Sachs International
- Zweden - Svanberg, Carl-Henric, President and CEO, Telefonaktiebolaget LM Ericsson
- Verenigd Koninkrijk - Taggart, Paul A, Professor of Politics, University of Sussex
- Verenigde Staten - Taurel, Sidney, Chairman and CEO, Eli Lilly and Company
- Verenigd Koninkrijk - Taylor, J. Martin, Chairman, Syngenta International AG
- Verenigde Staten - Thiel, Peter A, President, Clarium Capital Management, LLC
- Finland - Tiilikainen, Teija, Secretary of State, Ministry for Foreign Affairs
- Nederland - Tilmant, Michel, Chairman, ING N.V.
- Frankrijk - Trichet, Jen-Claude, President, Central European Bank
- Noorwegen - Ulltveit-Moe, Jens, CEO, Umoe AS
- Zwitserland - Vasella, Daniel L, Chairman and CEO, Novartis AG
- Nederland - Veer, Jeroen van der, Chief Executive, Royal Dutch Shell plc
- Zweden - Wallenberg, Jacob, Chairman, Investor AB
- Verenigde Staten - Weber, Vin (J.V.), Partner, Clark & Weinstock
- Duitsland - Westerwelle, Guido, Chairman, Free Democratic Party
- Verenigde Staten - Wilson, Ross, Ambassador to Turkey
- Verenigde Staten - Wolfensohn, James D, Chairman, Wolfensohn & Company, LLC
- Verenigde Staten - Wolfowitz, Paul, President, The World Bank
- Verenigde Staten - Wood, Joseph R, Deputy Advisor to the Vice President, National Security Affairs
- Verenigd Koninkrijk - Wooldridge, Adrian, journalist, buitenlands corrspondent van The Economist rapporteur conferentie
- Turkije - Yalcindag, Arzuhan Dogan, President, TUSIAD
- Turkije - Yucaoglu, Erkut, Chairman of the Board, MAP, Former President, TUSIAD
- Verenigde Staten - Zelikow, Philip D, White Burkett Miller Professor of History, University of Virginia

1954 ·
1955 (1) ·
1955 (2) ·
1956 ·
1957 (1) ·
1957 (2) ·
1958 ·
1959 ·
1960 ·
1961 ·
1962 ·
1963 ·
1964 ·
1965 ·
1966 ·
1967 ·
1968 ·
1969 ·
1970 ·
1971 ·
1972 ·
1973 ·
1974 ·
1975 ·
(1976) ·
1977 ·
1978 ·
1979 ·
1980 ·
1981 ·
1982 ·
1983 ·
1984 ·
1985 ·
1986 ·
1987 ·
1988 ·
1989 ·
1990 ·
1991 ·
1992 ·
1993 ·
1994 ·
1995 ·
1996 ·
1997 ·
1998 ·
1999 ·
2000 ·
2001 ·
2002 ·
2003 ·
2004 ·
2005 ·
2006 ·
2007 ·
2008 ·
2009 ·
2010 ·
2011 ·
2012 ·
2013 ·
2014 ·
2015 ·
2016 ·
2017 ·
2018 ·
2019 ·
2020 ·
2021 ·
2022 ·
2023